# Chinesinho
Chinesinho (auch Cinesinho; eigentlich Sidney Colônia Cunha; * 28. Juni 1935 in Rio Grande; † 16. April 2011 ebenda) war ein brasilianischer Fußballspieler und -trainer.

## Leben

### Charakteristika
Chinesinho spielte als Halbstürmer hinter den Spitzen. Er galt als schneller und technisch starker Spieler, der die Fähigkeit besaß, blitzschnell Angriffe aus der eigenen Verteidigung einzuleiten. Außerdem war er ein versierter Eck- und Freistoßschütze.

### Spielerkarriere
Chinesinho begann seine Karriere Anfang der 1950er-Jahre in seiner Heimatstadt Rio Grande beim Verein Rio Grandense. 1954 lief er für den Klub Renner aus Porto Alegre auf und gewann die Staatsmeisterschaft von Rio Grande do Sul. Von 1955 bis 1958 spielte der Halbstürmer für deren Lokalrivalen SC Internacional, mit dem er 1955 unter Trainer Teté wiederum das Campeonato Gaúcho de Futebol als Sieger abschloss. In dieser Zeit gab er auch sein Debüt in der brasilianischen Nationalmannschaft, mit der er 1956 die Panamerikanische Meisterschaft gewann, wiederum mit Teté als Trainer.
Im Jahr 1958 wechselte Chinesinho zur SE Palmeiras, für die er bis 1962 in 237 Partien 55 Tore erzielte und mit denen er 1959 die Staatsmeisterschaft von São Paulo und 1960 die Taça Brasilgewinnen konnte. Als der Brasilianer den Klub 1962 in Richtung Europa verließ und beim FC Modena in der italienischen Serie-A-Aufsteiger anheuerte, verwendete man den erzielten Transfererlös zur Verpflichtung von 15 Spielern (u. a. Ademir da Guia). Die Mannschaft wurde in den Folgejahren als Academia de Futebol bekannt und begründete eine der erfolgreichsten Perioden in der Geschichte des Vereins.
Für den FC Modena absolvierte er in der Saison 1962/63 20 Partien und steuerte drei Treffer zum Klassenerhalt in der Serie A bei. Am Ende der von einigen Verletzungen geprägten Spielzeit wechselte Chinesinho zum Ligarivalen CC Catania, wo er zwei Jahre lang Stammspieler war. 1964 verlor er mit dem sizilianischen Verein im Berner Wankdorfstadion das Finale um den Alpenpokal gegen den CFC Genua mit 0:2.
Zur Saison 1965/66 wechselte Chinesinho zu Juventus Turin, wo er Rückennummer und Position des zum SSC Neapel abgewanderten Omar Sívori übernahm und drei Jahre lang Stammkraft war. Bereits im ersten Jahr gewann er mit dem Turiner Klub die Coppa Italia, 1966/67 folgte unter Trainer Heriberto Herrera der Gewinn der einzigen Italienischen Meisterschaft.
Im Sommer 1968 wechselte der Halbstürmer, mittlerweile 33-jährig, zum Ligarivalen Lanerossi Vicenza, für den er in vier Jahren 90 Serie-A-Partien absolvierte und dabei zehn Treffer erzielte. 1972 folgte der Wechsel in die US-amerikanische North American Soccer League zu New York Cosmos, für die er jedoch nur ein Spiel bestritt.
Seine aktive Laufbahn beendete Chinesinho schließlich 1974 in seiner brasilianischen Heimat bei Nacional-SP.

### Trainerkarriere
Nach Ende seiner Spielerlaufbahn kehre Chinesinho nach Italien zurück, wo er bis 1976 zunächst als Co-Trainer und später als Cheftrainer die erste Mannschaft von Lanerossi Vicenza betreute. In der Saison 1978/79 trainierte der Brasilianer die US Foggia, die in der Vorsaison aus der Serie A abgestiegen war, und stieg mit dem Klub in die Serie C1 ab.
Von 1979 bis 1981 betreute Chinesinho die AS Forlì in der Serie C1, mit der er im ersten Jahr nur knapp am Aufstieg in die Serie B scheiterte. 1981 wurde der Brasilianer dort vorzeitig entlassen.
Im Jahr 1985 arbeitete Chinesinho kurzzeitig als Cheftrainer bei Palmeiras São Paulo. Danach war er wieder in Italien aktiv und betreute dabei unter anderem in seiner Funktion als Jugendtrainer beim FC Modena 1995 den jungen Luca Toni.

### Tod
Chinesinho starb am 16. April 2011 in seiner Heimatstadt Rio Grande an den Folgen der Alzheimer-Krankheit, an der er seit längerem gelitten hatte. Seine Beerdigung fand zwei Tage später in São Leopoldo statt.

## Erfolge
- Staatsmeisterschaft von Rio Grande do Sul: 1954, 1955
- Panamerikanische Meisterschaft: 1956
- Staatsmeisterschaft von São Paulo: 1959
- Taça Brasil: 1960
- Coppa Italia: 1964/65
- Italienische Meisterschaft: 1966/67